# Estación Laguna Trupán
Laguna Trupán es una antigua estación de ferrocarriles, hoy en desuso, la cual formaba parte del Ramal Monte Águila - Polcura, en el pueblo homónimo, en la comuna chilena de Tucapel en Chile.